# Принцип Кюрі
Принцип Кюрі (принцип суперпозиції груп симетрії) — фізичний принцип, що стверджує: група симетрії двох (або багатьох) об'єктів, які розглядаються як єдине ціле, є спільною вищою підгрупою груп симетрій цих об'єктів, яка визначається з врахуванням взаємного розташування їх елементів симетрії.
Цей принцип, який є достатньо очевидним для геометричних фігур був поширений П. Кюрі на фізичні явища і отримав назву принципу симетрії Кюрі.
Для геометричних фігур принцип Кюрі можна сформулювати значно простіше — при з'єднанні двох або багатьох не однакових фігур в одну фігуру, цій об'єднаній фігурі будуть притаманні лише ті елементи симетрії, які є спільними для обох або кількох фігур, при врахуванні їхнього взаємного збігу в просторі.
При описі фізичних явищ, принцип симетрії Кюрі в основному стосується пониження симетрії середовища під дією поля з визначеною симетрією. При цьому симетрії дії (польовій величині) приписується симетрія тої математичної величини, якою описується дана дія (скаляр — напр. гідростатичний тиск, псевдоскаляр — напр. розчинення хіральних молекул у ізотропній рідині, вектор — напр. напруженість електричного поля, аксіальний вектор — напр. напруженість магнітного поля, полярний чи аксіальний тензор — напр. механічне напруження чи механічне кручення, відповідно). Тобто, при дії на середовище поля з певною симетрією, симетрія середовища понизиться до такої, яка буде містити в собі лише спільні елементи симетрії середовища і поля.

## Принцип Кюрі в кристалофізиці
У кристалофізиці принцип Кюрі, згідно з яким всі елементи симетрії кристала є в той же час елементами симетрії будь-якої її фізичної властивості, є узагальненням принципу Неймана, що додає в формулювання принципу Неймана згадку про симетрії впливу разом з симетрією точкової групи кристала і симетрією його фізичних властивостей, про які йдеться у принципі Неймана: група симетрії фізичних властивостей кристала {\displaystyle G}властивості включає в себе точкову групу симетрії кристала {\displaystyle G}кристал, тобто, остання є підгрупою першої {\displaystyle G}властивості {\displaystyle \supseteq G}кристал. Іншими словами, група симетрії тензорів, що характеризують фізичні властивості кристала, або збігається з групою симетрії кристала, або ширше її. Додаткові елементи симетрії можуть виникнути внаслідок різних причин, наприклад, як наслідок форми кристала. Під зовнішнім впливом кристал змінює свою точкову симетрію так, що зберігає лише елементи симетрії, загальні з елементами симетрії впливу. Якщо вихідна група симетрії кристала є підгрупа групи симетрії впливу, то симетрія кристала при цьому впливі не змінюється.
Принцип Неймана пов'язує симетрію властивостей кристала з симетрією самого кристала до впливу, в той час як принцип Кюрі дозволяє визначити симетрію кристала після впливу. Так, наприклад, теплове розширення кристала (вплив скаляра — температури) може привести до зміни кутів між гранями кристала, але не може привести до зміни його симетрії (якщо немає фазових переходів). Коли при анізотропному впливі симетрія кристала змінюється, то принцип Кюрі дозволяє відразу знайти цю змінену симетрію, а отже, і відповідні зміни симетрії фізичних властивостей.
Слід пам'ятати, що, накладаючи заборони на ті чи інші ефекти, принцип Кюрі зовсім не стверджує, що ефекти, що не суперечать йому, дійсно існують. Так, він забороняє кристалам, що мають центр симетрії, проявляти п'єзоелектричні властивості, але з нього аж ніяк не випливає, що нецентросиметричні кристали обов'язково такі властивості проявляють.